# Villa de Tezontepec
Villa de Tezontepec är en kommun i Mexiko.   Den ligger i delstaten Hidalgo, i den sydöstra delen av landet, 60 km nordost om huvudstaden Mexico City.
Följande samhällen finns i Villa de Tezontepec:
- Tezontepec
- Colonia Morelos
- Colonia Guadalupe
- La Cantera
- Chamberluco
- Tlexpa